# Палата Пањи
Палата Пањи подигнута је 1926. године у главној улици Зрењанина, улици краља Александра I Карађорђевића, у оквиру Старог градског језгра, као Просторно културно-историјске целине од великог значаја.
Палата је двоспратна грађевина која је постављена на углу улица краља Александра и Светозара Марковића. Угао је наглашен полукружним еркером који се протеже кроз две етаже и завршава украсном капом од цинк лима. На фасади према главној улици се налазе декоративни балкони израђени од камених масивних плоча и конзола, а ограда је од камених балустара. На бочној фасади су мањи балкони са оградом од ливеног гвожђа. Фасада је сведено украшена декоративним елемнтима из репертоара сецесије али и класичне архитектуре.
Власник Пањи Јанош је подигао најамну палату, која је за време када је настала, удовољавала високим стамбеним стандардима. Приземље је трговачког карактера док се на спратовима налазе четири луксузна стана. Распоред просторија и столарија су у великој мери сачувани.